# Hanting
För andra betydelser, se Hanting (olika betydelser).
Hanting är ett stadsdistrikt i Weifang i Shandong-provinsen i norra Kina.